# يانيس ستويكا
يانيس ستويكا (بالرومانية: Ianis Stoica)‏ هو لاعب كرة قدم روماني في مركز الوسط، ولد في 8 ديسمبر 2002 في بوخارست في رومانيا. شارك مع منتخب رومانيا تحت 17 سنة لكرة القدم. أما مع النوادي، فقد لعب مع ستيوا بوخارست ونادي بترولول بلويشتي.

## وصلات خارجية
- يانيس ستويكا على موقع الاتحاد الأوربي (الإنجليزية)
- يانيس ستويكا على موقع قاعدة بيانات كرة القدم.إي يو (الإنجليزية)
- يانيس ستويكا على موقع Soccerbase.com (لاعب) (الإنجليزية)
- يانيس ستويكا على موقع Soccerway.com (الإنجليزية)
- يانيس ستويكا على موقع عالم كرة القدم.نت (الإنجليزية)